# Шанхайский сюрприз
«Шанхайский сюрприз» (англ. Shanghai Surprise) — кинофильм 1986 года, экранизация романа Тони Керника «Цветы Фарадея» (1978). Исполнительным продюсером фильма был Джордж Харрисон, снявшийся в роли-камео. Фильм выставлялся на антипремию «Золотая малина» в шести номинациях. Мадонна была признана худшей актрисой. Премьера фильма состоялась 29 августа 1986 года (США). Фильм провалился в прокате: при бюджете 17 млн долл., сборы в США составили всего 2 млн. 315 тыс. долл.

## Сюжет
Шанхай, 1938 год. Известный авантюрист Уолтер Фарадей (Пол Фримэн), выдавая себя за миссионера, пытается вернуть 450 кг опиума, который украла его любовница, по прозвищу «Китайская кукла» (Ли Сонсерай). Случайно встретившийся ему на пути Глендон Уэйзи (Шон Пенн) очень похож на прежнего возлюбленного «Китайской куклы». К несчастью, за опиумом охотятся все: шанхайская полиция, китайская мафия и даже прежний друг Фарадея… А в обаятельного Глендона влюбляется сестра милосердия миссии — прекрасная Глория (Мадонна)…

## В ролях
- Шон Пенн — Глендон Уэйзи, авантюрист, в прошлом — бейсболист.
- Мадонна — Глория Тэйтлок, сестра милосердия евангелической миссии.
- Пол Фриман — Уолтер Фарадей, «Король опиума».
- Ричард Гриффитс — Уильям Таттл, журналист.
- Филип Сэйер — Джастин Кронк, лицо без определённых занятий.
- Джордж Харрисон — певец в ночном клубе «Зигзаг», предводитель гангстеров.
- Виктор Вонг — Хо Чонг.
- Профессор Тору Танака — Ямагани-сан.
- Филип Тан — корабельный офицер.

## Обстоятельства съёмок. Критика
- Обстоятельства съемок были не слишком благоприятными: они проходили в криминогенном районе Гонконга, и за возможность снимать местные рэкетиры ежедневно требовали денег. Однажды съемочной группе пришлось провести восемнадцать часов в одном помещении, потому что какой-то парень перегородил выход и запросил за освобождение 50 000 долларов. Стоял январь, было холодно, всюду бегали крысы, так что актеры и прочий персонал периодически страдали желудочными отравлениями. Кроме того, за Мадонной и Шоном охотилась пресса, желающая снять звездную пару в какой-нибудь интимный момент. Как-то раз Пенн застукал в их номере фотографа и набросился на него с кулаками. За открытую неприязнь Шона к прессе и озлобленность Мадонны в отношении всего, что касалось фильма, их прозвали «Злобными Пеннами», прозвище закрепилось надолго. «Я неустанно твердила: „Хоть бы все поскорее кончилось, хоть бы поскорее“, — рассказывает Мадонна. — Это была проверка на выживание. Теперь я смогу вынести все что угодно»[1].
- Джордж Харрисон лично прилетел в Гонконг, чтобы навестить бедствующих актеров. Позже, когда съемочная группа вернулась в Англию для проведения павильонных съемок на студии «Shepperton», он созвал пресс-конференцию с намерением смягчить общее недовольство. Сделать это оказалось невозможно, в особенности после того, как лимузин Пеннов наехал на ногу одного из фотографов. Мадонна тогда высказалась в адрес Харрисона: «Чему он меня научил, так это обращению с прессой, а отнюдь не работе в кино». Брат певицы Кристофер в своей книге написал: «Решительная отповедь знаменитого „битла“ отрезвила Мадонну и Шона. Уверен, что Джордж говорил не только о финансовых проблемах, но ещё и апеллировал к профессионализму Шона и просил его держать под контролем свою паранойю. Я думал, что с Мадонной Джордж будет обращаться мягче. Он должен был понимать, что сборы сделает именно она, а не Шон, а проблемы как раз связаны с ним, а не с ней. Но, вернувшись вечером в отель, я почувствовал, что Мадонна не в своей тарелке. В ней появилась неуверенность относительно собственных актерских талантов. Она не понимала, как справиться с Шоном и заставить его прекратить конфликты с прессой»[1][2].
- Позднее экс-битл прокомментировал, что Шон выглядел «затраханным», а Мадонна вообразила, что она «великая звезда… Им все льстили, все только и говорили, какие они потрясающие, лизоблюды несчастные. Нужно уметь поставить себя на место другого — иногда можно сойти с ума оттого, что на тебя направлены камеры и все достают вниманием. Я могу это понять. Все, что нужно Мадонне, это пятьдесят миллиграмм хорошего ЛСД»[1].
- Энди Уорхолу «Шанхайский сюрприз» скорее понравился. Он записал в своем дневнике: «Я был единственным, кто не уснул во время просмотра, но фильм неплох. Мадонна — красавица, и костюмы отличные»[1].
- Мадонна была разочарована фильмом, а тщательно оберегающий репутацию серьезного актера Шон откровенно раздосадован. Однажды он сказал Крисси Хайнд: «Прошу тебя как друга, не смотри его»[1].
- На второй день съемок уволили рекламщика Криса Никсона, который не сумел помешать репортерам сделать фотографии. После этого он откровенно заявил: «Пенн — высокомерный маленький подонок, и жена его стоит».
- Брат Мадонны Кристофер присутствовал на съёмках в качестве ассистента сестры. Он вспоминал: «Шону стало ясно, что ему достается роль Нормана Мейна, бесталанной, поблекшей звезды из фильма „Звезда родилась“, которому никогда не достичь той же славы, что и его жене. Меня совершенно не удивило то, что Мадонна и Шон стали ссориться. Шон был опытным актером и гордился этим. Но Мадонна стремительно превращалась в глобальное явление, в культовый бренд. Она считала себя талантливой актрисой, Шон же видел в ней только певицу. На площадке постоянно возникали конфликты из-за того, как она играет свою роль, как он играет свою, из-за её персонажа и из-за его персонажа, из-за этой сцены и из-за той. Мадонна и Шон были примерно одного роста. Когда они стояли лицом к лицу, глядя друг другу в глаза, причем каждый отстаивал собственную точку зрения и стремился подчинить другого своей воле, напряженность становилась ощутимой чисто физически. А режиссёру Джиму Годдарду пришлось смириться с тем, что руководить съемками в одиночку ему не удастся — режиссёрами стремились быть и Мадонна, и Шон»[2].
- Брат певицы также заметил: «В глазах Шона любой фотограф, который снимал Мадонну, не просто крал её душу, но еще и отнимал у него жену. Шон чувствовал, что его используют. Измученная Мадонна постоянно твердила ему, как во время свадьбы: „Шон, не ори на них. Давай просто сядем в машину и уедем. Они все равно сделают свои снимки“. Но Шон редко к ней прислушивался, и постоянно возникали скандалы и стычки»[2].
- «Каждый день британская пресса все более жестко нападала на Мадонну и Шона. „Дейли мейл“ называла её „королевой похабного рока, изображающей из себя Гарбо, но без всякого успеха“. „Дейли экспресс“ задавалась риторическим вопросом: „Смогут ли Мадонна и её муж закончить начатую работу?“ В английских газетах появилось бесчисленное множество оскорбительных статей. Мадонна была уязвлена и смущена.— Кристофер, — спрашивала она брата, — я не понимаю, почему эти люди пишут обо мне такое дерьмо? Я не мог упрекать её за эти слова. До этого времени английская пресса была её вернейшим союзником. Журналисты всегда относились к ней с симпатией. Но из-за Шона, который не мог сравняться в славе со своей женой, репортеры ополчились и на Мадонну»[2].